# Politique en Somalie
La Somalie est devenue un État indépendant le 1er juillet 1960, issue de la réunion de la Somalie britannique (indépendant de la Grande-Bretagne depuis le 26 juin 1960) et de la Somalie italienne (alors sous tutelle des Nations unies). Le président de la République est le chef de l'État et le Premier ministre assume la fonction de chef du gouvernement. Le pouvoir législatif est partagé entre le gouvernement et le Parlement.

## Condition politique

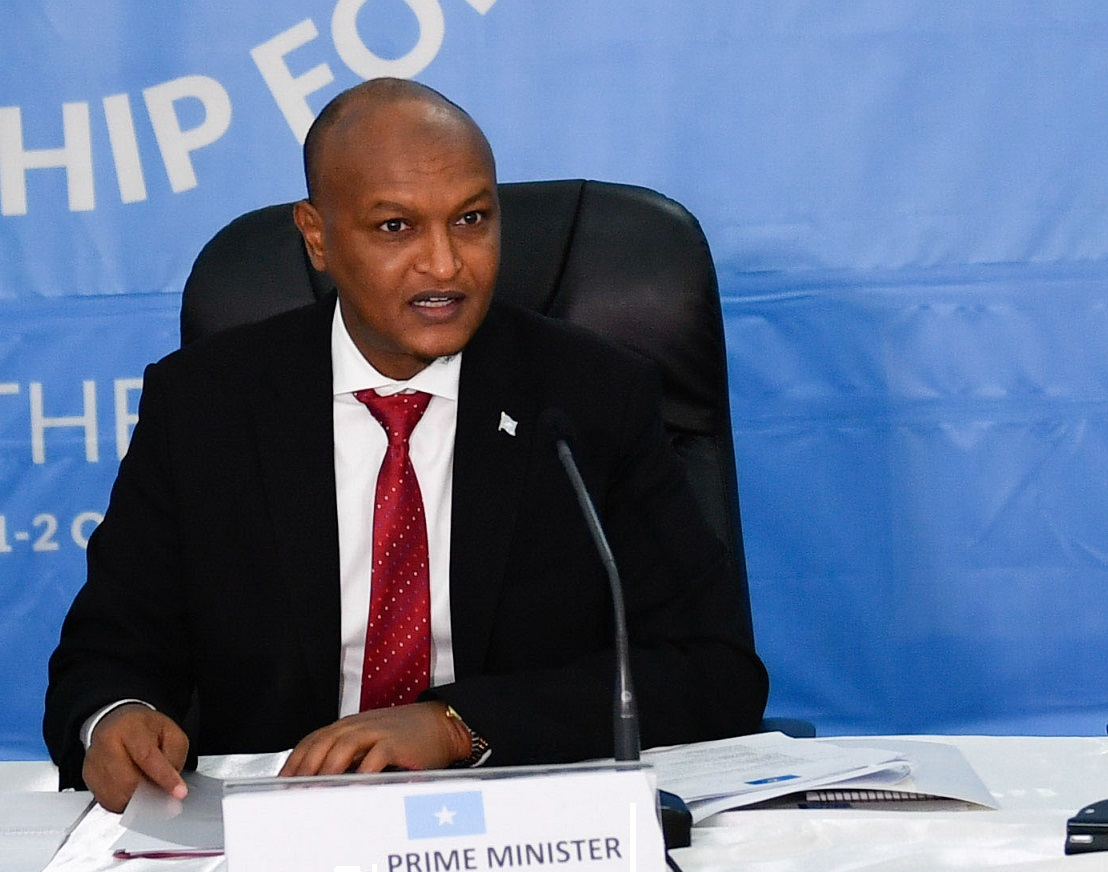
Mahdi gulaid

Après la chute du régime de la République démocratique somalie dirigé par le général Mohamed Siad Barre, vaincu par le Congrès de la Somalie unie (CSU) le 27 janvier 1991, diverses factions militaires ont pris le contrôle du pays. Le chaos qui s'ensuivit incita à mettre en place une intervention internationale menée par les États-Unis, l'UNITAF. Cette opération fut suivie par la Mission des Nations unies en Somalie, qui fut soldée par un échec en 1994. Depuis 1991, toutes les tentatives de réconciliation nationale ont échoué et divers groupes et factions tentent d'étendre leur emprise territoriale et se livrent régulièrement à des conflits. En 1997, Mohamed Ibrahim Egal fut élu par ses partisans Président de la République du Somaliland, soit les provinces du nord-ouest. En 1998, la région du Puntland, au nord-est, se déclara autonome avec Abdullahi Yusuf Ahmed comme président et Garowe pour capitale. Le Puntland affirma sa volonté de rester autonome jusqu'à la mise sur pied d'une fédération de Somalie. Abdullah Yusuf dirigea la région jusqu'au milieu de l'année 2001 puis le colonel Jama Ali Jama lui succéda en novembre. Les forces restées fidèles à Abdullah Yusuf, qui s'était retiré sur Galkayo, ont alors attaqué Garowe, ce qui aboutit à la partition de fait du Puntland.
De nombreux États de la région tentèrent une médiation entre les différentes forces en présences. Au milieu des années 1990, l'Éthiopie fut l'hôte de plusieurs conférences de paix à Sodere, qui aboutirent à quelques agréments. Les gouvernements égyptien, yéménite, kényan et italien ont également incité les belligérants au dialogue. En 1997, l'OUA et l'Autorité intergouvernementale pour le développement (AIGD) donnèrent mandat à l'Éthiopie d'encourager la Somalie à la réconciliation. En 2000, Djibouti accueillit une importante conférence de réconciliation (la treizième), qui aboutit à la création du gouvernement national de transition, avec un mandat de trois ans visant à poursuivre le processus de réconciliation. Au début de l'année 2002, le Kenya lança un nouvel effort de réconciliation sous les auspices de l'AIGD.
Le 10 octobre 2004, Abdullahi Yusuf Ahmed fut élu président du gouvernement fédéral de transition. En raison de la situation à Mogadiscio, l'élection eut lieu à Nairobi au Kenya.
L'absence de gouvernement central en Somalie depuis 1991 a permis à des forces extérieures de gagner en influence, en soutenant divers groupes et personnes actifs en Somalie. Djibouti, l'Érythrée et les pays arabes soutenaient le gouvernement fédéral de transition. L'Éthiopie a soutenu politiquement le Somaliland et un groupe de seigneurs de guerre originaires du sud, alliés sous le nom de Conseil somalien de réconciliation et de restauration, opposé au gouvernement de transition.
Pendant que la guerre empêchait l'établissement de toute autorité étatique dans la plus grande partie du pays, un début de gouvernement a pu naître au nord. La République du Somaliland, bien que reconnue par aucun gouvernement, parvient à se maintenir, aidée par la prépondérance du parti au pouvoir et par les infrastructures économiques héritées des programmes d'assistance militaire britannique, soviétique et américain. Le Puntland voisin s'est également doté d'un gouvernement élu.
Le 5 juin 2005, l'Union des tribunaux islamiques a vaincu l'Alliance pour la restauration de la paix et contre le terrorisme lors de la deuxième bataille de Mogadiscio, portant l'UTI au pouvoir dans la capitale.
Le 1er août 2012, l'Assemblée constituante somalienne adopte à l'unanimité un projet de nouvelle Constitution pour la Somalie, une des étapes du processus visant à y rétablir une autorité centrale,.

## Pouvoir exécutif
| Fonction                   | Nom                    | Depuis       | Parti                                  |
| -------------------------- | ---------------------- | ------------ | -------------------------------------- |
| Président de la République | Hassan Sheikh Mohamoud | 23 mai 2022  | Union pour la paix et le développement |
| Premier ministre           | Hamza Abdi Barre       | 16 juin 2022 |                                        |

L'actuel président de la République, Hassan Sheikh Mohamoud, a été élu par le Parlement fédéral de Somalie le 23 mai 2022.

## Pouvoir législatif
Le Parlement fédéral de transition comptait 275 membres, chacun des quatre clans principaux occupant 61 sièges, tandis qu'une alliance regroupant les clans minoritaires occupe les 31 sièges restants. Avec l'adoption de la constitution, il a été remplacé en 2012 par le Parlement fédéral de Somalie, bicaméral (même si la chambre haute n'a pas encore commencé à siéger), élu lors d'un scrutin ayant lieu en octobre-novembre 2016.

## Formes de l'État
| Gouvernement                         | Type                                         | Dates           | Dates          |
| ------------------------------------ | -------------------------------------------- | --------------- | -------------- |
| Gouvernement fédéral de Somalie      | République fédérale                          | 20 août 2012    | en cours       |
| Gouvernement fédéral de transition   | Gouvernement de transition                   | 6 avril 2004    | 20 août 2012   |
| Gouvernement national de transition  | Gouvernement de transition                   | mai 2000        | 6 avril 2004   |
| Aucun gouvernement                   | Aucun gouvernement                           | 3 janvier 1997  | mai 2000       |
| Gouvernement intérimaire             | Gouvernement intérimaire                     | 21 juillet 1991 | 3 janvier 1997 |
| République démocratique somalie      | République, junte militaire, État communiste | 1969            | 1991           |
| République somalie                   | République                                   | 1960            | 1969           |
| Avant 1969 : territoire non autonome |                                              |                 |                |